# Tillé
Tillé település Franciaországban, Oise megyében. Lakosainak száma 1294 fő (2022. január 1.). Tillé Troissereux, Verderel-lès-Sauqueuse, Guignecourt, Bonlier, Nivillers, Therdonne és Beauvais községekkel határos.

## Népesség
A település népessége az elmúlt években az alábbi módon változott:
| Lakosok száma | 1086 | 1093 | 1139 | 1169 | 1201 | 1234 | 1251 | 1272 | 1294 |
|               | 2013 | 2015 | 2016 | 2017 | 2018 | 2019 | 2020 | 2021 | 2022 |